# YoungHeart Manawatu
Maillots
YoungHeart Manawatu est un club néo-zélandais de football basé à Palmerston North et évoluant dans le Championnat de Nouvelle-Zélande de football.